# Эссикаль, Карим
Карим Эссикаль (фр. Karim Essikal; род. 8 февраля 1996) — марокканский футболист, полузащитник бельгийского клуба «Визе».

## Карьера

### Клубная карьера
Карим выступал за различные юношеские и молодёжные команды из Бельгии. В 2014 году Эссикаль присоединился к «Зюлте-Варегем».
18 апреля 2015 года состоялся дебют полузащитника в Лиге Жюпиле в матче с «Васланд-Беверен». До конца сезона Эссикаль провёл ещё 3 игры.
13 марта 2016 года Карим отметился первым забитым мячом в профессиональной карьере.

### Карьера в сборной
В составе юношеской сборной Марокко (до 17 лет) Карим в 2013 году принимал участие в играх Чемпионата мира в ОАЭ. На турнире Эссикаль провёл только один матч против сборной Панамы.